# Текстильщики (станция метро, Большая кольцевая линия)
«Тексти́льщики» — станция Московского метрополитена на Большой кольцевой линии. Связана пересадкой со станцией «Текстильщики» Таганско-Краснопресненской линии. Расположена на границе районов Печатники и Текстильщики (ЮВАО), по последнему из которых и получила своё название. Открыта 1 марта 2023 года в составе участка «Каховская» — «Нижегородская» во время церемонии полного замыкания Большой кольцевой линии.

## Расположение и пересадки
Станция находится между Волгоградским проспектом, Люблинской и Шоссейной улицами. Часть инфраструктуры, уже существовавшей при станции «Текстильщики» Таганско-Краснопресненской линии, в том числе имеющийся подуличный переход, задействована для организации пересадки по принципу «сухие ноги» на одноимённые станцию Таганско-Краснопресненской линии и платформу Курского направления МЖД.

2 мая 2025 года была открыта надземная пересадка на одноимённую станцию Таганско-Краснопресненской линии.

Южный вестибюль станции
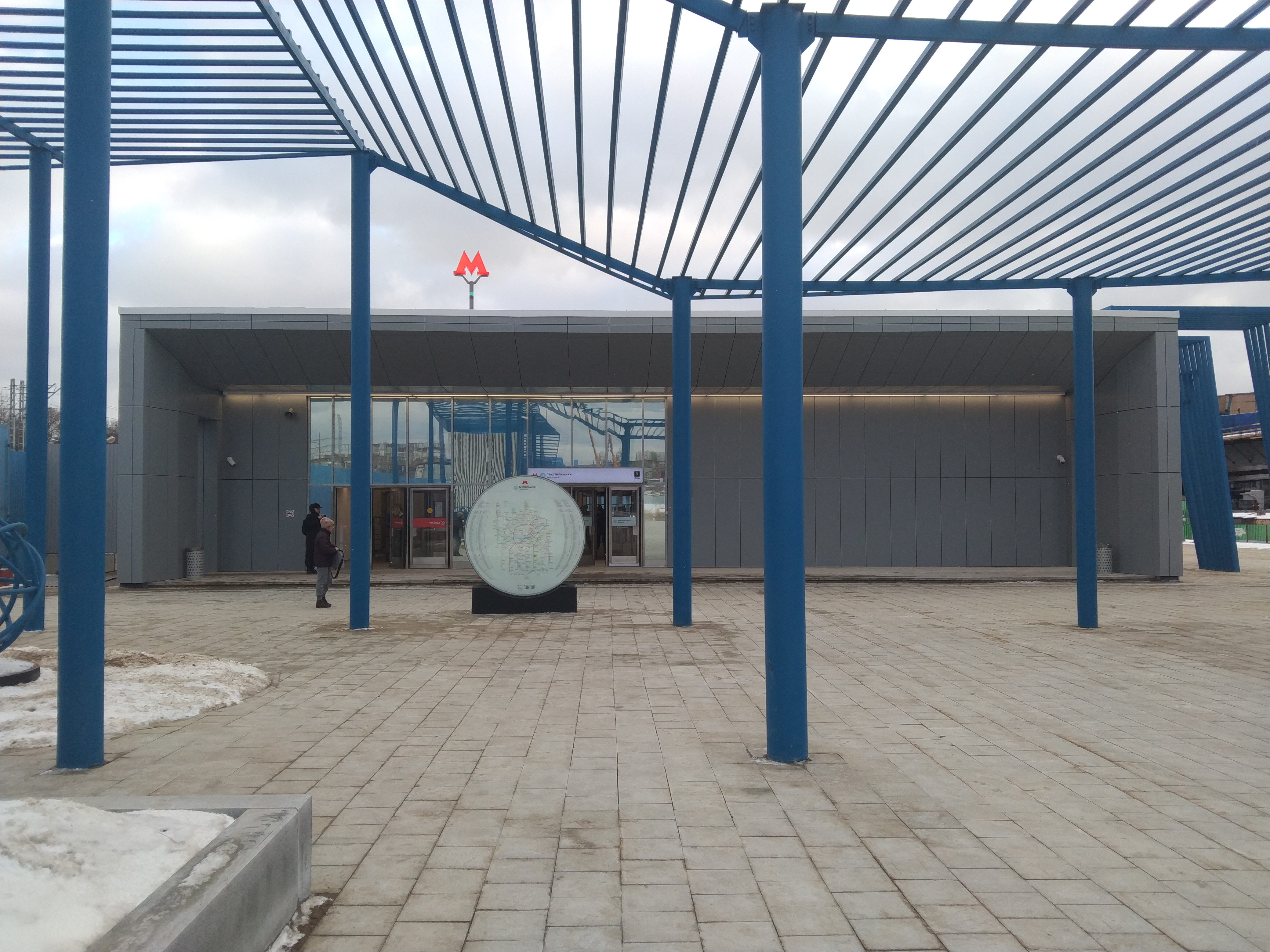
Вид снаружи
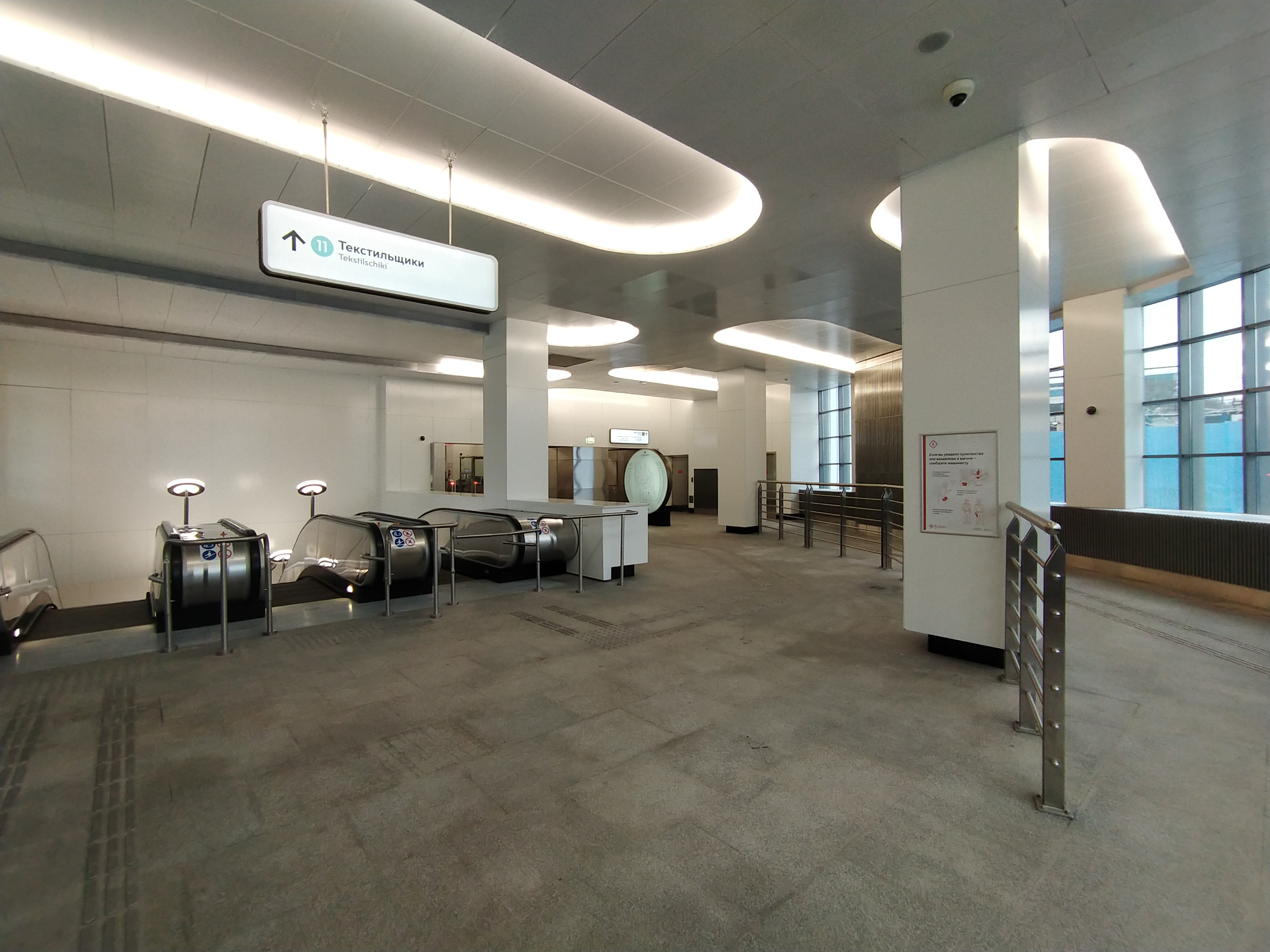
Вид внутри

## Наземный общественный транспорт
На этой станции можно пересесть на следующие маршруты городского пассажирского транспорта:
- Автобусы: м77, м79, 54, 74, 74к, 228, 234, 350, 405, 438, 530, 703, 725, 731, 765, с790, с799, Вк, Вч, т27, т38, н5

## Строительство
В мае 2017 года был объявлен открытый конкурс на строительство участка метро, включающего эту станцию. По данным из проекта договора из конкурсной документации выход подрядчика на площадки строительства планируется не позднее 16 октября 2017 года, начало проходки тоннелей — не позднее 1 июля 2018 года, окончание всех работ — не позднее 18 июля 2020 года. Договор на выполнение комплекса строительно-монтажных работ подписан 10 июля 2017 года с исполнителем ООО «МИП-СТРОЙ № 1». Генеральный проектировщик и генеральный подрядчик по строительству станции — АО «Мосинжпроект», проектировщик участка — ОАО «НИПИИ „Ленметрогипротранс“».
- 18 ноября 2017 года началось строительство станции[3], однако 20 сентября 2018 года Марат Хуснуллин опроверг эту информацию, написав о том, что активное строительство станции начнётся в 2019 году[9].
- 20 января 2019 года началось строительство стены в грунте.
- 13 ноября 2019 года началась проходка левого перегонного тоннеля от монтажно-щитовой камеры «Люблинская» до станции «Текстильщики»[10].
- 27 января 2020 года стартовала проходка двухпутного перегонного тоннеля от станции «Текстильщики» до «Печатников» Большой кольцевой линии метрополитена[11]. Длина перегона — около 1300 метров[12].
- 28 октября 2020 года ТПМК «Виктория» вышел в котлован станции «Печатники»[13], проходка перегона «Текстильщики» — «Печатники» Большой Кольцевой линии завершилась.
- 30 января 2021 года заместитель мэра по вопросам градостроительной политики города Москвы А. Ю. Бочкарёв заявил о том, что оба тоннеля между станциями «Текстильщики» и «Нижегородская» Большой Кольцевой линии готовы[14][15].
- 5 января 2022 года началось строительство пересадки между станциями «Текстильщики» Большой кольцевой и Таганско-Краснопресненской линий[16].
- 8 февраля 2022 года начат монтаж лифтов[17][18][19].
- 29 сентября 2022 года на станции завершён монтаж светового оборудования. Образ ткацкого станка создали с помощью освещения[20][21].
- 30 сентября 2022 года на станции началось строительство пересадочного моста[22].
- 14 октября 2022 года завершены испытания эскалаторов и инженерного оборудования[23].
- 2 мая 2025 года — открытие пешеходной галереи на станцию «Текстильщики» Таганско-Краснопресненской линии[24].

## Архитектура и оформление
Колонная станция мелкого заложения с двумя береговыми платформами. Цветовая гамма интерьера станции выполнена в серых тонах с использованием гранита и мрамора. Особенность дизайна — двухуровневый потолок из алюминиевых панелей в совокупности с закарнизной подсветкой голубого цвета, создающий геометрию ткацкого станка.
Станция «Текстильщики» Большой кольцевой линии является одной из нескольких станций Московского метрополитена, на которой название расположено не на путевых стенах, а в середине зала (наряду со станциями «Воробьёвы горы», «Коньково», «Красногвардейская», «Крылатское», «Славянский бульвар», «Печатники» и «Кленовый бульвар»).

## Путевое развитие
За станцией в направлении станции «Печатники» расположен пошёрстный съезд.

## Галерея

Строительство станции, октябрь 2020 года
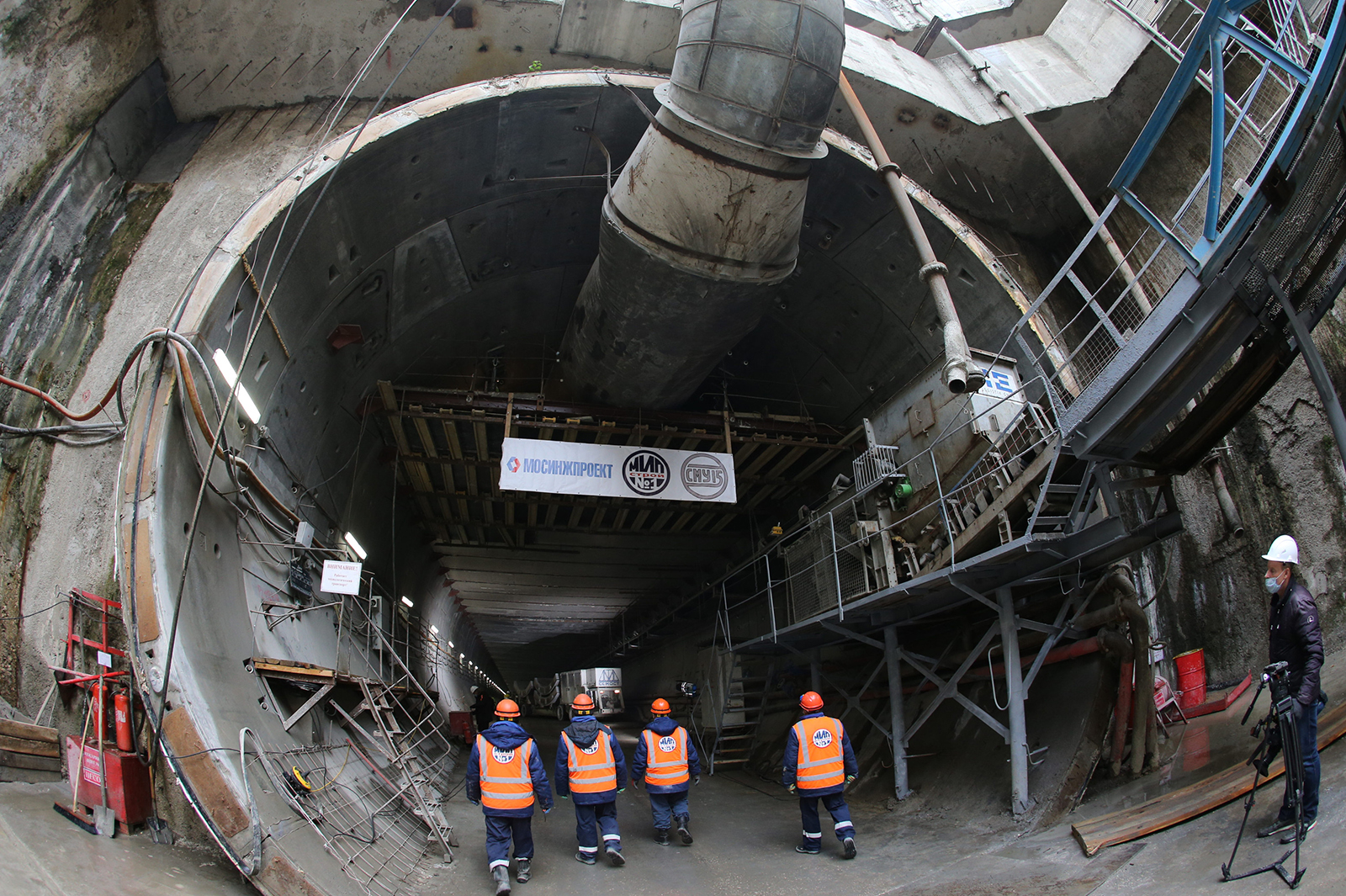
Строительство станции
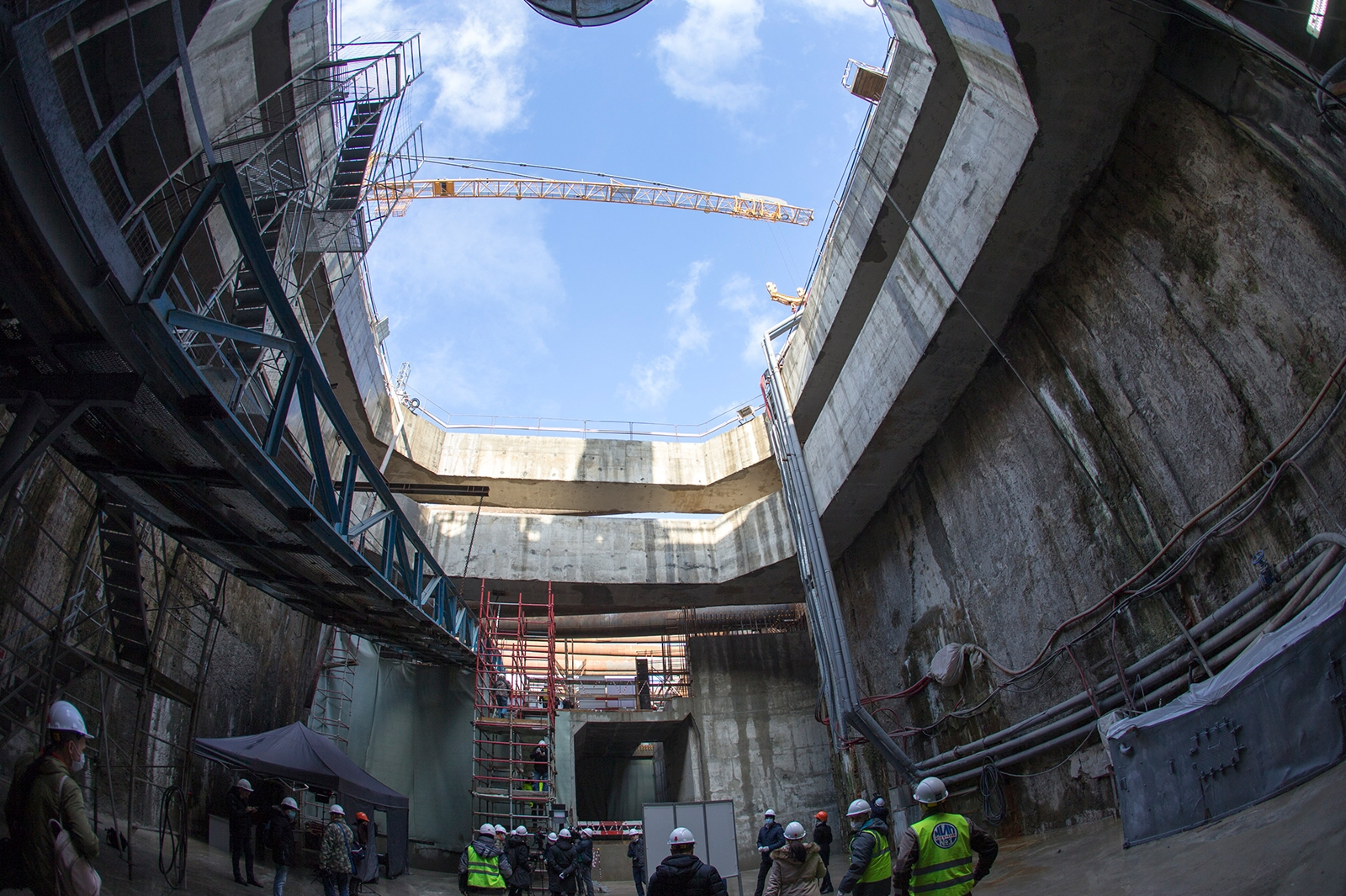
Строительство станции
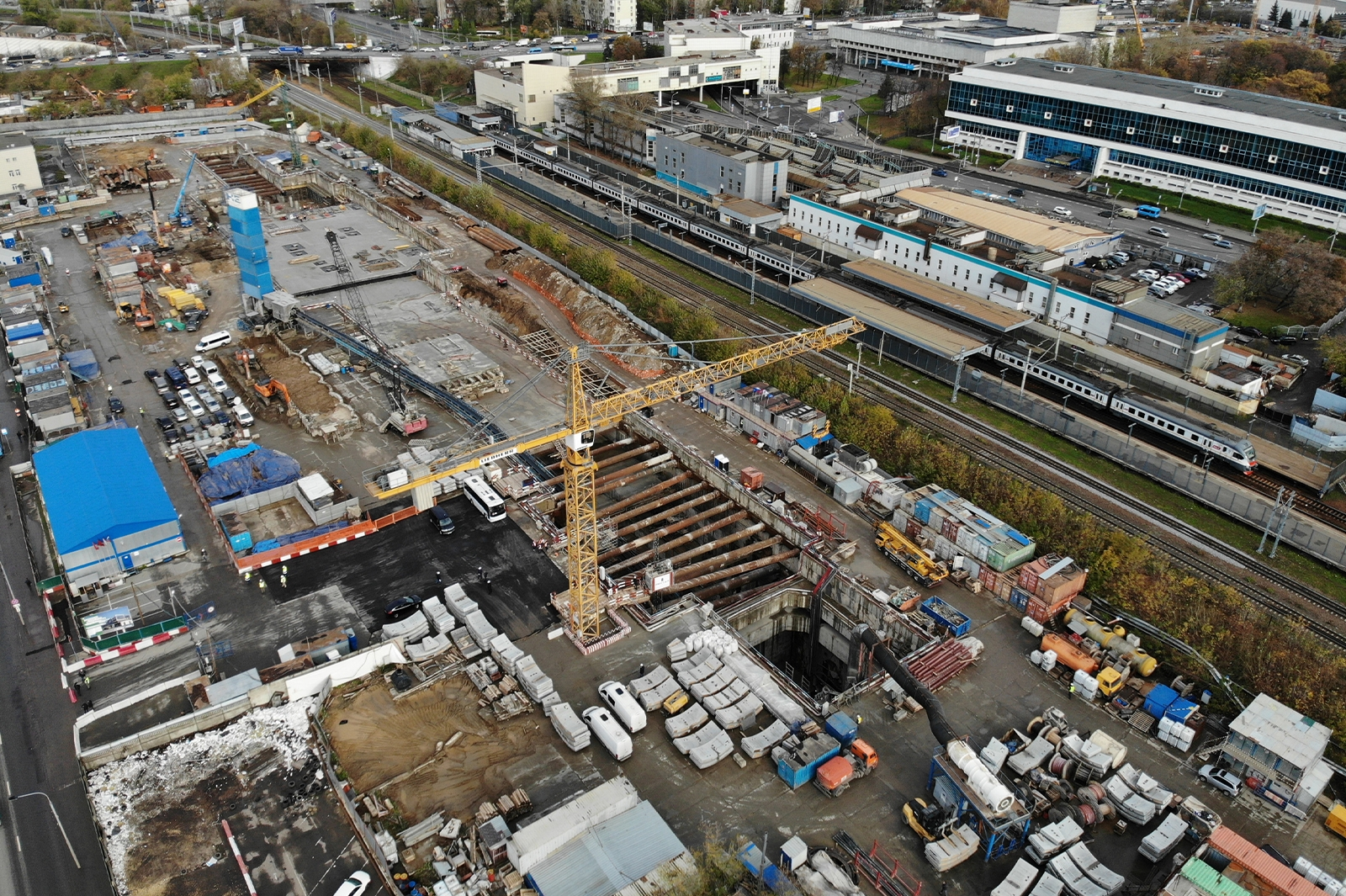
Строительная площадка